# 友愛 (情感)
友愛（英語：Philia，/ˈfɪl.i.ə/；來自古希臘語 φιλία (philía)），常被認為是“愛的最高形式”。英國作家 C·S·劉易斯將它與家庭之愛（storge）、性愛（eros）和聖愛（agape）列為基督教中表示愛的四個古希臘詞之一。在亞里士多德的《尼各馬可倫理學》中，philia 通常被翻譯為“友誼”或“愛意”。其反義詞是恐懼（phobia）。